# Kasimir Edschmid
Kasimir Edschmid (* 5. Oktober 1890 in Darmstadt; † 31. August 1966 in Vulpera, Engadin; eigentlich Eduard Schmid) war ein deutscher Schriftsteller, der anfänglich dem Expressionismus zuzuordnen ist. Nach dem Zweiten Weltkrieg bekleidete er hohe literarische Ämter.

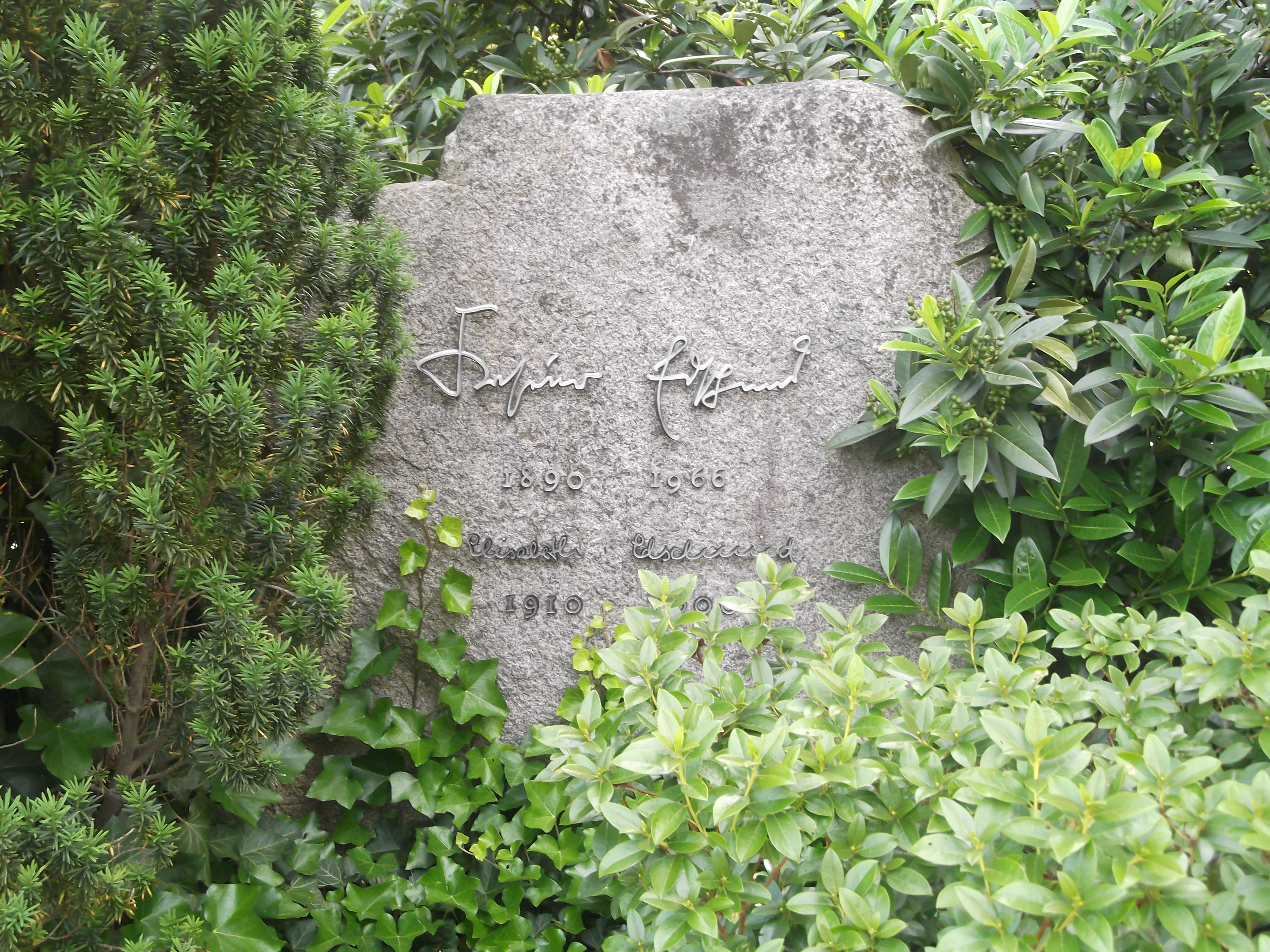
Grab von Kasimir Edschmid auf dem „Alten Friedhof“ in Darmstadt

## Leben und Werk
Kasimir Edschmid studierte nach dem Besuch des Darmstädter Ludwig-Georgs-Gymnasiums in München, Paris, Gießen und Straßburg Romanistik. In seinen frühen Schaffensjahren galt er mit einer Serie von Gedichten, Erzählungen, Abhandlungen und Manifesten als Exponent des literarischen Expressionismus.
Als 1919 die Darmstädter Sezession gegründet wurde, war Edschmid einer ihrer Mitbegründer. Die „Goldenen Zwanziger Jahre“ sahen ihn jedoch als Überläufer zum vorher geschmähten Realismus. Einen beachtlichen literarischen Erfolg erzielte Edschmid 1928 mit Sport um Gagaly – einem Prototyp des so genannten Sportromans. Er zählte zu den regelmäßigen Hausgästen des Frankfurter Kunstsammlers Martin Flersheim und dessen Gattin Florence, geb. Livingston.

### Edschmid und der Nationalsozialismus
Nach ausgedehnten Reisen in den Mittelmeerraum, nach Afrika und Südamerika entstand eine Reihe von Büchern, die über Jahre hinweg eine neue Form der Reiseliteratur repräsentierten. 1933 wurden auch Werke von Edschmid im Rahmen der nationalsozialistischen Bücherverbrennung vernichtet. Es folgten Rede- und Rundfunkverbot, zum Teil auch Schreibverbot.
Er blieb indessen – anders als seine Lebensgefährtin Erna Pinner – im Land und hielt sich mit unverdächtigen Veröffentlichungen im Dritten Reich über Wasser, womit er zu denen zählte, die den Weg der sogenannten Inneren Emigration wählten.

### Nach 1945
1945 kehrte Edschmid aus Oberbayern nach Darmstadt zurück. Der Satz von Edschmid „Wir wollen nicht mehr darüber reden“ steht für die Auffassung vieler Deutscher nach der Ära des Nationalsozialismus. Gleichwohl trat er 1947 im Spruchkammerverfahren gegen Henriette von Schirach als Entlastungszeuge auf. Nach dem Krieg machte er sich einen Namen als Mitbegründer der Darmstädter Sezession sowie 1949 als Generalsekretär des P.E.N.-Zentrums der BRD und 1960 als dessen Ehrenpräsident. Daneben hatte er zahlreiche andere Ämter inne. 1966 unterzeichnete Edschmid mit 1.200 weiteren „Geistesschaffenden“ eine Petition gegen die drohende Verabschiedung der Notstandsgesetze.
Kasimir Edschmid starb am 31. August 1966 im Hotel Waldhaus Vulpera an Herzversagen. In einem Nachruf heißt es: „Kasimir Edschmid ist an einem Ort gestorben, den er sehr geliebt hat: in Vulpera im Engadin“. Kasimir Edschmid wurde auf dem Alten Friedhof von Darmstadt bestattet (Grabstelle: I G 110). Das Grab ist ein Ehrengrab.

### „Wir wollen nicht mehr darüber reden“ – Kasimir Edschmid und Erna Pinner
1916 lernte der junge Kasimir Edschmid die Frankfurter Künstlerin Erna Pinner kennen. „Sie sind eine Art Romeo und Julia der Weimarer Zeit.“ Pinner begleitete ihn auf seinen zahlreichen Reisen, illustrierte seine Bücher und entwarf Bühnenkostüme für seine Theaterstücke. 1935 musste Pinner, die aus einer jüdischen Familie stammte und von den Nazis verfolgt wurde, emigrieren. Sie ging nach England. Edschmid besuchte sie mehrfach bis 1938. Dann trennte sich das Paar. Edschmid blieb in Deutschland. Aber er zog sich immer häufiger nach Italien zurück und veröffentlichte mehrere Bücher über dieses Land. Bis 1941 waren es vier Stück. 1941 heiratete er die 20 Jahre jüngere Elisabeth von Harnier. Gemeinsam mit seinen beiden kleinen Kindern verbrachte das Ehepaar die Kriegsjahre auf einem Berghof in Ruhpolding.
Erna Pinner engagierte sich zur gleichen Zeit mit Freunden wie Anna Mahler in der Flüchtlingshilfe und baute sich mühsam, aber schließlich überaus erfolgreich eine Karriere als naturwissenschaftliche Zeichnerin und Autorin auf.
Mit seinem autobiographisch geprägten Roman Das gute Recht von 1946 suchte Edschmid eine Rechtfertigung für das von ihm gewählte „innere Exil“. Er schildert hier die Kriegsjahre einer Künstlerfamilie in einem abgelegenen Bergdorf. Karen Fuchs erwähnt, Pinner habe sich über diese Darstellung befremdet gezeigt. „Im Kleinkrieg mit einigen überzeugten Nationalsozialisten, die im Haus zwangseinquartiert sind, beweisen die Eheleute aufrechte moralische Gesinnung. Auch aus heutiger Sicht liest sich der Roman wie eine Rechtfertigung.“
Nach dem Krieg nahm Edschmid den Kontakt mit Pinner brieflich wieder auf. Edschmid war hierbei darauf bedacht, heikle politische Fragen auszuklammern. Aus diesem Briefwechsel entstand das Buch Wir wollen nicht mehr darüber reden – Erna Pinner und Kasimir Edschmid: Eine Geschichte in Briefen (München 1999). Der Haupttitel gibt eine Bemerkung von Edschmid wieder, die sich auf die Zeit des Nationalsozialismus bezog. Die Schwiegertochter Kasimir Edschmids Ulrike Edschmid hat dieses Buch als eine Geschichte aus über 600 Briefen des Paares aufgeschrieben.

## Ehrungen
- 1955: Großes Verdienstkreuz der Bundesrepublik Deutschland
- 1955: Goethe-Plakette des Landes Hessen
- 1957: Goetheplakette der Stadt Frankfurt am Main
- 1960: Großes Verdienstkreuz mit Stern der Bundesrepublik Deutschland

## Werke
- Verse. Hymnen. Gesänge. 1911.
- Bilder. Lyrische Projektionen. 1913.
- Die sechs Mündungen. Novellen. 1915.
- Das rasende Leben. Novellen. 1915.
- Timur. Novellen. 1916.
- Die Karlsreis. Erzählung. 1918.
- Die Fürstin. Erzählung. 1918.
- Stehe von Lichtern gestreichelt. Gedichte. 1919.
- Über den Expressionismus in der Literatur und die neue Dichtung. 1919.
- Die achatnen Kugeln. Roman. 1920.
- Die doppelköpfige Nymphe. Aufsätze über die Literatur und die Gegenwart. 1920.
- In memoriam Lisl Steinrück. 1920.
- Kean. Schauspiel. 1921.
- Das Puppenbuch. 1921.
- Frauen. Novellen. 1922.
- Hamsun. Flaubert. Reden. 1922.
- Die Amazone. Erzählung. 1922.
- Das Bücher-Dekameron. Eine Zehn-Nächte-Tour durch die europäische Gesellschaft und Literatur. 1922.
- Die Engel mit dem Spleen. 1923.
- Zur Naturgeschichte der Antilopen. 1923.
- Bullis und Pekingesen. Tierskizzen. 1925.
- Der Russen-Zoo. Tierskizzen. 1926.
- Basken. Stiere. Araber. 1927.
- Die gespenstigen Abenteuer des Hofrat Brüstlein. Roman. Wien 1927.
- Das große Reisebuch: Von Stockholm bis Korsika, von Monte Carlo bis Assisi. 1927.
- Luxus-Hunde. Tierskizzen. 1927.
- Die neue Frau. Erzählungen. 1927.
- Sport um Gagaly. Roman. Zürich 1928.
- Tiere. Mädchen und Antilopenjagd am Nil. 1928.
- Afrika: Nackt und angezogen. 1929; 1951 stark bearbeitet neu aufgelegt.
- Geschichte von den Suaheli-Mädchen und den schwarzen Kriegern. 1929.
- Lord Byron. Roman einer Leidenschaft. Paul Zsolnay Verlag, 1929.
- Jones und die Stiere. in: Neue deutsche Erzähler Bd. 1. Max Brod u. a. Paul Franke, Berlin o. J. 1930.
- Exotische Tiergeschichten. 1930.
- Hallo Welt. 16 Erzählungen. Paul Zsolnay Verlag, 1930.
- Feine Leute oder Die Großen dieser Erde. Roman. Paul Zsolnay Verlag, 1931.
- Glanz und Elend Südamerikas. 1931.
- Indianer. 1931.
- Deutsches Schicksal. 1932.
- Zauber und Größe des Mittelmeeres. 1932.
- Im Spiegel des Rheins. Westdeutsche Fahrten. 1933.
- Das Südreich. Roman der Germanenzüge. Historisierender Roman. Paul Zsolnay Verlag, Berlin/Wien/Leipzig 1933.
- Westdeutsche Fahrten. Reisebilder. Frankfurt am Main 1933
- Italien. Lorbeer. Leid und Ruhm. 1935. (Erster Teil einer fünfteiligen Schrift.)
- Das Drama von Panama. 1936.
  - Lesseps – Das Drama von Panama. 1947.[9]
- Der Liebesengel. Roman einer Leidenschaft. Paul Zsolnay Verlag, 1937.
- Italien. Gärten. Männer und Geschicke. 1937. (Italienschrift Teil II.)
- Die Eifel. Shell-Eifelkarte. Rhenania-Ossag Mineralölwerke 2'1937. (Text von K.E.)
- Erika. Erzählung. Paul Zsolnay Verlag, 1938.
- Italien. Inseln. Römer und Cäsaren. 1939. (Italienschrift Teil III.)
- Italien. Hirten. Helden und Jahrtausende. Societäts-Verlag, Frankfurt am Main 1941. (Italienschrift Teil IV.)
- Das gute Recht. autobiographischer Roman. Kurt Desch, 1946.
- Italienische Gesänge. Darmstadt 1947.
- Bunte Erde. Reiseschilderungen. 1948.
- Im Diamantental. Vier Erzählungen. 1948.
- Schatzgräber. Erzählungen. 1948.
- Italien. Seefahrt. Palmen und Unsterblichkeit. 1948. (Italienschrift Teil V.)
- Der Zauberfaden. Roman einer Industrie. Kurt Desch, 1949.
- Wenn es Rosen sind, werden sie blühen. Roman über Georg Büchner. 1950. Neuauflage 1966 unter dem Titel Georg Büchner. Eine deutsche Revolution. Verfilmung 1981.
- Der Bauchtanz. Exotische Novellen. Kurt Desch, 1952.
- Das Südreich. 1953.
- Der Hauptmann und die Furt. Erzählung. 1953.
- Der Marschall und die Gnade. Roman über Simón Bolívar. 1954.
- Frühe Manifeste. Epochen des Expressionismus. 1957.
- Drei Häuser am Meer. Roman. Kurt Desch, 1958.
- Drei Kronen für Rico. Ein Stauferroman. Bertelsmann, 1958.
- Stürme und Stille am Mittelmeer. Ein Rundblick. Ullstein, 1959.
- Tagebuch 1958–1960. 1960.
- Lebendiger Expressionismus. Auseinandersetzungen. Gestalten. Erinnerungen. 1961.
- Portraits und Denksteine. 1962.
- Briefe der Expressionisten. 1964.
- Die frühen Erzählungen. 1965.
- Whisky für Algerien? 1965.
- Italien. Landschaft. Geschichte. Kultur. 1968.